# Districtul Chaloem Phra Kiat, Nan
Chaloem Phra Kiat (în thailandeză เฉลิมพระเกียรติ) este un district (Amphoe) din provincia Nan, Thailanda, cu o populație de 9.347 de locuitori și o suprafață de 518,690 km².

## Componență
Districtul este subdivizat în 2 subdistricte (tambon), care sunt subdivizate în 22 de sate (muban).
| Nr. | Nume     | În thailandeză | Sate | Locuitori |  |
| 1.  | Huai Kon | ห้วยโก๋น         | 7    | 2,894     |  |
| 2.  | Khun Nan | ขุนน่าน          | 15   | 6,493     |  |